# Büdös bálnák! (South Park)
A Büdös bálnák! (Whale Whores) a South Park című amerikai animációs sorozat 13. évadjának 11. epizódja. Elsőként 2009. október 28-án mutatták be az amerikai Comedy Centrálon. Magyarországon 2010. január 29-én mutatta be az MTV. Az epizód központjában az Animal Planet televíziós csatornán futó Whale Wars (Bálnák háborúja) műsor áll.

## Cselekmény
A Marsh család Stan születésnapját ünnepli a Denveri Akváriumban. Miközben a delfinekkel úsznak, hirtelen megjelennek lándzsákkal felszerelt japán harcosok, akik berontanak a medencébe és leölik a delfineket. Az ország több pontján is ez történik. A japánok mindenhol megölik a delfineket és bálnákat. Még Miami footballcsapatjával is végeznek, mivel ők is a delfin nevet viselik.
Miután a Marsh család hazatér, Stan a szobájában szomorkodik a delfinek miatt. Elhatározza, hogy szól barátainak az ügy érdekében, de Cartmant, Kylet és Kennyt nem nagyon érdekli az állatok sorsa. Stan elszomorodik, mivel barátai nem segítenek neki, de később Butterstől megtudja, hogy létezik egy műsor, mely a japán bálnavadászok ellen harcol. Stan fellelkesül a hír hallatán, és elhatározza, hogy csatlakozik Paul Watson csapatához, akik a Csendes-óceánon egy hajóval próbálnak megálljt parancsolni a bálnavadászatnak. A csapat hamar rátalál egy japán bálnavadász hajóra. Paul Watson harcra lelkesíti a többieket, ám fogalma sincs, hogy mi tegyenek ellenük, mivel nem folyamodhatnak drasztikus módszerekhez. Ekkor az ellenséges hajóról kilőnek egy szigonyt, mellyel megölik Watsont. Ekkor Stan előkap egy jelzőpisztolyt, amivel eltalálja a japánok üzemanyag készletét és felrobbantja az ellenség hajóját.
Ezek után a csapat megválasztja Stant kapitánynak és egyre híresebbek lesznek. Egyre több japán bálnavadász hajót semmisítenek meg, ami felettébb zavarja a japán kormányt. Stan csapatát Larry King beszélgetős műsorába is meghívják, ám a műsorvezető azt feltételezi, hogy Stanék csupán a nagyobb nézettségért folyamodnak drasztikusabb módszerekhez a harcban. 
Stan és csapata a kritikák ellenére folytatja a harcot az óceánon. Egyszer csak megjelenik a hajón az önkéntesnek jelentkező Cartman és Kenny is. Stan mérges barátaira, mert tudja, hogy csak azért jelentkeztek, mert a műsor híres lett, és Cartmanék is azok akarnak lenni. Végül Cartmanék maradhatnak a hajón, és a harc ismét kezdetét veszi. De egyszer csak megjelenik a Discovery Channelen futó rivális műsor hajója, akik féltékenyek a Whale Wars sikerére, és nem hagyják, hogy a hajó tovább mehessen. Ám később megjelennek a bálnák és elvontatják a rivális Deadliest Catch (Halálos fogás) hajóját. Stan és csapata örülnek sikerüknek, de hirtelen kamikaze pilóták jelennek meg, akik elpusztítják a bálnákat és Stan hajóját is. A katasztrófa után a hajó elsüllyed és csak Stan, Cartman és Kenny maradtak életben, akiket azonban fogságba ejtenek a japánok. A trió Japánban börtönbe kerül, ahol találkozik velük Akihito császár. A császár elviszi őket Hirosimába, és bemutatja nekik, hogy milyen borzalmakat éltek át a helyiek az atomtámadás során. Ekkor Stanék megtudják, hogy a japánok azért utálják a bálnákat és delfineket, mert szerintük egy bálna és egy delfin vezette az Enola Gay-t, vagyis azt a repülőgépet, amely ledobta az atombombát. (Ugyanis az amerikaiak olyan képet küldtek a japánoknak a háború után, melyen a repülőgép vezetőfülkéjében egy delfin és egy bálna ül.) Erre Stan el akarja mondani, hogy a bálnáknak és a delfineknek nincs köze a nukleáris támadáshoz, hiszen az amerikaiak azért küldték a képet, hogy elhárítsák magukról a felelősséget. De Stant figyelmezteti Cartman, hogy akkor a japánok az amerikaiakat mészárolnák le. Stan ezért azt mondja a japán kormánynak, hogy a repülőgépet valójában egy csirke és egy tehén vezette, és bemutat egy képet, melyet az otthon maradt Kyle készítette és küldte el neki, melyen a repülőben egy csirke és egy tehén ül. Erre a japánok befejezik a delfinek és bálnák mészárlását és nekikezdenek a tehenek és csirkék öldöklésének. Otthon, South Parkban Randy gratulál Stannak, mivel a japánok most már olyanok lettek mint a többi nemzet.

## Utalások
- Az epizód a magyar Animal Planeten is futó Bálnák háborúja című műsort parodizálja ki. A műsor Paul Watson és önkéntesei harcát mutatja be a japán bálnavadászok ellen. Watson egy világszerte híres természetvédelmi aktivista, és 1977 óta járja hajójával az Antarktisz körüli vizeket, hogy megálljt parancsoljon a bálnavadászatnak. Jelenleg a Steve Irwin környezetvédőről elnevezett hajón járja az óceánokat 32 országból összeverbuválódott önkénteseivel. A magukat öko-kalózoknak nevező csapat tevékenysége nagy visszhangot vált ki a médiában már évek óta, ugyanis módszereik olykor radikálisnak bizonyulnak. Bár ez csak abból áll, hogy festék- vagy bűzbombát dobnak az ellenséges hajó fedélzetére, esetleg kötelet feszítenek ki, hogy a bálnavadászok hajója elakadjon benne, vagy megpróbálják szétkergetni a japán hajóflottát.
- Az epizódban feltűnik a Hirosimára atombombát dobó Enola Gay repülő is, amelyet a japánok szerint egy bálna és egy delfin vezetett. A valóságban a repülő pilótája Paul Tibbets volt, akinek anyjáról nevezték el a repülőt.
- Cartman Lady Gaga Poker Face című számát énekli a Rock Band című videójátékon.
- Amikor Stan csatlakozik a bálnavadászokhoz, akkor pár taktus erejéig a The Smashing Pumpkins Bullet With Butterfly Wings című száma hallható.
- Az epizódban megjelenő csirke és tehén utalás arra, miszerint a japánok azzal védekeznek a bálnavadászat miatt, hogy más népek a teheneket és a csirkéket mészárolják.

## Bakik
- Az epizód cselekménye szerint a japánok azért mészárolják a delfineket és a bálnákat, mert a Hirosimára atombombát dobó Enola Gay-t egy delfin és egy bálna vezette. A múzeumban lévő képen a repülőgépen egy palackorrú delfin és egy gyilkos bálna ül. A gyilkos bálna valójában a legnagyobb delfinfaj, és a nevével ellentétben nem bálna. Tehát a japánoknak semmi oka nem lett volna a bálnavadászatra.
- A Poker Face című szám nem található meg a Rock Band című videójátékban.
- Amikor Stanék leveszik a lepedőt a műdínóról, akkor Stan Butters hangján beszél.